# Evin Demirhan
Evin Demirhan, née le 2 juillet 1995 à Siirt, est une lutteuse turque. 

## Palmarès

### Championnats du monde
- Médaille de bronze en catégorie des moins de 48 kg en 2017 à Paris

### Championnats d'Europe
- Médaille d'or dans la catégorie des moins de 50 kg en 2022 à Budapest
- Médaille de bronze dans la catégorie des moins de 50 kg en 2023 à Zagreb
- Médaille de bronze dans la catégorie des moins de 50 kg en 2019 à Bucarest
- Médaille de bronze dans la catégorie des moins de 50 kg en 2018 à Kaspiisk

### Jeux européens
- Médaille de bronze dans la catégorie des moins de 50 kg en 2019 à Minsk

### Jeux méditerranéens
- Médaille d'or dans la catégorie des moins de 50 kg en 2022 à Oran
- Médaille d'or dans la catégorie des moins de 50 kg en 2018 à Tarragone

### Jeux de la solidarité islamique
- Médaille d'argent dans la catégorie des moins de 48 kg en 2017 à Bakou